# O naui gwisinnim
O naui gwisinnim, także jako Oh My Ghost (kor.: 오 나의 귀신님, MOCT: O naui gwisinnim) – południowokoreański serial telewizyjny emitowany przez stację tvN od 3 lipca do 22 sierpnia 2015 roku, składający się z 16 odcinków.
W Polsce serial jest dostępny z polskimi napisami za pośrednictwem platformy Viki pod angielskim tytułem Oh My Ghostess.

## Fabuła
Na Bong-sun (Park Bo-young) jest niezwykle zamknięta w sobie i ma niską samoocenę. Nie posiada żadnych przyjaciół, a jej szef w restauracji w której pracuje, wciąż wypomina jej popełnione błędy. Bong-sun jest także szamanką widzącą duchy (dar, który odziedziczyła po swojej babce), których jednak panicznie się boi. Pewnego dnia Bong-sun zostaje opętana przez dziewiczego ducha o imieniu Shin Soon-ae (Kim Seul-gie), która, by nadrobić brak miłości we własnym, krótkim życiu, wierzy, że utrata dziewictwa będzie w stanie rozwiązać jej problem pobytu na ziemskim padole i będzie mogła ruszyć do zaświatów. By to zrobić Soon-ae jest zdeterminowana by uwodzić mężczyzn próbując opętać kolejne kobiety, aż znajduje Bong-sun, idealne naczynie. 
Szefem Bong-sun jest posiadający sporą sławę Kang Sun-woo (Jo Jung-suk), w którym Bong-sun sekretnie się podkochuje. Sun-woo nie spotykał się z nikim odkąd jego znajoma producentka telewizyjna Lee So-hyung (Park Jung-ah) złamała mu serce. Lecz gdy Bong-sun nagle pozbywa się swej nieśmiałości w wyniku opętania i staje się pewną siebie, dynamiczną kobietą, zaczyna to przykuwać jego uwagę. W tym czasie tajemnica związana ze śmiercią Soon-ae jest związana w jakiś sposób ze szwagrem Sun-woo, sympatycznym policjantem Choi Sung-jae (Lim Ju-hwan).

## Obsada

### Główna
- Jo Jung-suk jako Kang Sun-woo
- Park Bo-young jako Na Bong-sun
- Kim Seul-gie jako Shin Soon-ae
- Lim Ju-hwan jako Choi Sung-jae

### W pozostałych rolach
- Park Jung-ah jako Lee So-hyung
- Shin Hye-sun jako Kang Eun-hee
- Kang Ki-young jako Heo Min-soo
- Choi Min-chul jako Jo Dong-chul
- Kwak Si-yang jako Seo Joon
- Oh Ui-sik jako Choi Ji-woong
- Shin Eun-kyung jako Jo Hye-young
- Lee Dae-yeon jako Shin Myung-ho
- Lee Hak-joo jako Shin Kyung-mo
- Lee Jung-eun jako szamanka mieszkająca w Seobinggo-dong
- Kim Sung-bum jako Han Jin-goo
- Choi Woong jako Joo Chang-gyu / Yoon Chang-sub
- Lee Joo-sil jako babcia Bong-sun
- Ryu Hyun-kyung jako Kang, policjantka (cameo, odcinki 13-14)
- Seo In-guk jako Edward (cameo, odcinek 16)